# Гордислава Святославна
Гордислава Святославна (в чернецтві Євдокія; після 1110 - кінець XII в.) - білоруська й українська просвітителька, черниця, молодша сестра Єфросинії Полоцької, одна з її найближчих помічниць і продовжувачка справ.
Донька князя Вітебського Святослава Всеславича та Софії Володимирівни, доньки Володимира Мономаха. 
Онука Всеслава Брячиславича. Походила з вітебської лінії Ізяславичей Полоцьких. По материнській лінії - онука Володимира Мономаха.

## Біографія
Про дитинство Гордислави нічого не відомо. Вибираючи її собі в соратники, Єфросинія Полоцька, можливо керувалося тим, що Гордислава була досить спокійною, слухняною і мала здібності до науки, а поведінка старшої сестри завжди було для неї зразком високої духовності і самовідданого служіння Богу.
Заснувавши поблизу Полоцька Спаську обитель (1125 р.), Єфросинія попросила батька прислати до неї сестру Гордиславу для навчання грамоти, а після таємно постригла її в черниці. Батько, дізнавшись про це, у великому розпачі приїхав до них, гірко плакав і не хотів віддавати в черниці і другу доньку. Постриг Гордислави відбувся не пізніше 1129 р.
Під кінець свого життя Єфросинія Полоцька вирішила податися в паломництво до Єрусалиму, то вона доручила «панувати і оберігати сестрі своїй Євдокії обидва монастиря». 
Гордислава-Євдокія не тільки зберегла все, що було зроблено зусиллями Єфросинії, а розвивала, збагачувала її починання. Припускають, що радником нової ігумені у багатьох питаннях був Кирило Туровський. 
Дата смерті невідома.